# Jimi Tenor och Kennet Johnsson
Jimi Tenor och Kennet Johnsson är en EP utgiven av Doktor Kosmos 2002. EP:n innehåller bland annat "Åh, vilken dag", två remixer samt en inspelning av titelspåret på mandarin. Jimi Tenor är även en verklig finsk musiker.

## Låtlista
1. Jimi Tenor och Kennet Johnsson – 4:09
2. Åh, vilken dag – 2:35
3. La Compétition (Socialiste de disco-dance) – 4:52
4. Familjefrågan (Elektroversionen) – 3:20
5. 唐朝和李瑞环 – 3:60